# Julidesmus chilensis
Julidesmus chilensis är en mångfotingart som beskrevs av Filippo Silvestri 1903. Julidesmus chilensis ingår i släktet Julidesmus och familjen orangeridubbelfotingar. Inga underarter finns listade i Catalogue of Life.